# Gonospira uvula
Gonospira uvula е вид коремоного от семейство Streptaxidae. Видът е застрашен от изчезване.

## Разпространение
Разпространен е в Реюнион.